# 鐘撞堂峠
鐘撞堂峠 （かねつきどうとうげ）は、福島県河沼郡会津坂下町にある峠。福島県道43号会津坂下山都線が経由している。

## 概要
昔、高寺山が繁栄したころ、この峠の頂上付近に鐘撞堂あったことが名前の由来で、国道49号沿いの気多宮、塔寺の集落と、只見川近くの高寺、片門の集落等を結ぶ。また、会津坂下町から喜多方市高郷町や同市山都町への連絡にも使われている。県道の改良工事以前は、ヘアピンカーブの連続する道路が利用されていたが、現在は改修されている。

## 越後街道
本峠は1611年以降、越後街道の一部として利用されていた。ただし、明治時代に三島通庸によって改修された会津三方道路は当峠を経由しておらず、当峠の南に位置する七折峠を経由している。この後身にあたる現在の国道49号も七折峠を経由している。また、磐越自動車道は当峠付近を経由しておらず、七折峠付近をトンネル（七折トンネル）で通過している。JR磐越西線は、阿賀川沿いを経由しているため、当峠の付近は通過しない。ただし、塔寺地内にJR只見線塔寺駅がある。